# 13 причин почему (сезон 4)
«13 причин почему» (англ. 13 Reasons Why) — американский драматический телесериал, основанный на одноимённом романе Джея Эшера 2007 года. Книга адаптирована для телеэкрана Брайаном Йорки. Диана Сон и Брайан Йорки являются шоураннерами телесериала. Премьера четвертого (финального) сезона состоялась 5 июня 2020 года на ТВ-канале Netflix.

## Сюжет
Основной задумкой четвертого сезона является выпускной героев, и главный вопрос, удастся ли им оставить школу вместе с пережитыми страданиями и вырваться в новую жизнь. Клэй, благодаря общим усилиям друзей, получает свободу, но на него так много навалилось, теперь он вынужден получать помощь у семейного терапевта, доктора Эллмана. Зрители узнают, перерастет ли чувство Клэя к Ани Ачоле, очень спорному и мало раскрытому персонажу, во что-то большее. Джастин и Джессика прошли долгий путь, включая тяжёлое расставание и долгожданное воссоединение, суждено ли им быть счастливой парой? Важнейшее событие сезона и всего сериала в целом - выпускной вечер, который должен стать для ребят билетом в новую счастливую жизнь.

## В ролях

### Основной состав
- Дилан Миннетт — Клэй Джэнсэн
- Кристиан Наварро — Тони Падилья
- Брэндон Флинн — Джастин Фоули
- Алиша Бо — Джэссика Дэвис
- Майлс Хейзер — Алекс Стэндэлл
- Росс Батлер — Зак Дэмпси
- Девин Друид — Тайлер Даун
- Грэйс Саиф — Ани Ачола
- Дикен Блюман — Уинстон Уильямс

### Второстепенный состав
- Эми Харгривз — Лэйни Джэнсэн
- Джош Хэмилтон — Мэтт Джэнсэн
- Марк Пеллегрино — Билл Стэнделл
- Тимоти Гранадерос — Монтгомери де ла Круз
- Инде Наварретт — Эстела де ла Круз
- Джастин Прентис — Брайс Уокер
- Эрджэй Браун — Калеб
- Тайлер Барнхардт — Чарли Сэнт-Джордж
- Бекс Тэйлор-Клаус — Кэйси Форд
- Ян Луис Кастелланос — Диего Торрес — харизматичный, агрессивный и яростно преданный лидер разделенной футбольной команды, изо всех сил пытающийся понять потерю одного из своих друзей.
- Гэри Синиз — Роберт Эллман — сострадательный, резкий, серьезный мужчина и семейный терапевт, помогает Клэю Джэнсэну справляться с тревогой, депрессией и горем.
- Бенито Мартинес — шериф Диас
- Энн Уинтерс — Хлоя Райс
- Бренда Стронг — Нора Уокер
- Нана Менсах — Амара Джозефин Ачола
- Брайс Касс — Сайрус
- Чэлси Элдэн — МакКензи

## Список эпизодов
| № общий | № в сезоне | Название                                         | Режиссёр       | Автор сценария                                     | Дата премьеры |
| --- | ---------- | ------------------------------------------------ | -------------- | -------------------------------------------------- | ------------- |
| 40 | 1          | «Зимние каникулы» «Winter Break»                 | Рассел Малкахи | Брайан Йорки                                       | 5 июня 2020   |
| Тайлер попадает под пристальное внимание полиции, которая заинтересована не только тем, как он проводил свободное время, но и тем, где может храниться его оружие. Друзья понимают, что на самом деле ничего не знают про юношу. Уинстон решает перейти в Либерти после неудачного года в Хиллкресте и громкого исключения.                                                                                            |            |                                                  |                |                                                    |               |
| 41 | 2          | «Экскурсия по колледжу» «College Tour»           | Рассел Малкахи | Аллен Макдональд                                   | 5 июня 2020   |
| Клэй проводит неспокойную ночь, пребывая в замешательстве из-за предстоящего поступления в колледж. Неожиданно с его жизнью начинает твориться нечто странное, и юноша осознает, что кто-то хочет его подставить, заставить всех верить в причастность к убийству. Джастин пытается наладить отношения с Джессикой. Во время поисков колледжа Клэй и Зак по случайному стечению обстоятельств попадают в неприятности. |            |                                                  |                |                                                    |               |
| 42 | 3          | «День святого Валентина» «Valentine's Day»       | Майкл Сакси    | Хэйли Тайлер                                       | 5 июня 2020   |
| Школа Либерти готовится отпраздновать День всех влюбленных, и по традиции каждый должен участвовать в танце «Любовь это любовь». Клэя беспокоят звонки с незнакомых номеров с нескрываемыми угрозами, и парень с трудом может взять себя в руки. Друзья начинают беспокоиться о нем, но ситуация только ухудшается. |            |                                                  |                |                                                    |               |
| 43 | 4          | «Поход старшеклассников» «Senior Camping Trip»   | Майкл Сакси    | Томас Хиггинс                                      | 5 июня 2020   |
| У Клэя начинаются проблемы с одноклассниками после недавнего случая на танцах. Школьный совет решает, можно ли допустить Клэя до ежегодной поездки в поход. Полиция начинает интересоваться видеозаписями с камер видеонаблюдения, где Клэй ведет себя как виновный. Юноша находится в постоянном напряжении из-за угроз и подозрительного аккаунта, натравливающего на него друзей.                                   |            |                                                  |                |                                                    |               |
| 44 | 5          | «Домашняя вечеринка» «House Party»               | Брэнда Стронг  | М.К. Мэлоун и Фрэнки Д. Гонзалез                   | 5 июня 2020   |
| Родители Клэя настаивают на прохождение сыновьями теста на наркотические вещества, опасаясь повторения плачевного опыта лечения Джастина. Клэй начинает подозревать родителей в слежке. Жизнь юноши превращается в кошмар наяву, когда прошлое начинает просачиваться в каждое событие. |            |                                                  |                |                                                    |               |
| 45 | 6          | «Четверг» «Thursday»                             | Брэнда Стронг  | Эванджелина Ордас                                  | 5 июня 2020   |
| В школе начинаются учения, а Клэя снова начинают преследовать кошмарные видения, и парень не может скрыть беспокойство от брата. Джастин остро реагирует на недоверие окружающих. После открывшихся подробностей Клэй, Тони и Джастин начинают переживать за Тайлера и принимаются за его поиски. |            |                                                  |                |                                                    |               |
| 46 | 7          | «Собеседование в колледже» «College Interview»   | Суну Гонэра    | Аллен Макдональд, Хэйли Тайлер и Эванджелина Ордас | 5 июня 2020   |
| Душевное и эмоциональное состояния Клэя продолжает стремительно ухудшаться. Юноше не с кем поговорить на волнующие его темы, так как все друзья заняты предстоящим поступлением в колледж и проходят предварительное интервью. В это непростое время Джастину сообщают печальную новость о матери. |            |                                                  |                |                                                    |               |
| 47 | 8          | «Принятие / Отклонение» «Acceptance / Rejection» | Суну Гонэра    | Сахар Джахани                                      | 5 июня 2020   |
| Дела школы Либерти ухудшаются после вскрывшихся подробностей о слежке за учениками. Администрация города начинает злоупотреблять властью и превышает свои полномочия, из-за чего ученики, оскобленные поведением взрослых, принимают решение действовать самостоятельно. Выпускникам начинают приходить письма из колледжей с решением о поступлении.                                                                  |            |                                                  |                |                                                    |               |
| 48 | 9          | «Школьный бал» «Prom»                            | Томми Лохманн  | Брайан Йорки                                       | 5 июня 2020   |
| Декан Фаундри начинает новое расследование неприятного инцидента и начинает угрожать ученикам отменой долгожданного выпускного вечера. Джессика предлагает администрации пойти на сделку и соглашается принять удар на себя, понимая, какой серьезной угрозой это может быть для будущего. На балу случается смелое заявление одной из пар.                                                                            |            |                                                  |                |                                                    |               |
| 49 | 10         | «Выпускной» «Graduation»                         | Брайан Йорки   | Брайан Йорки                                       | 5 июня 2020   |
| Клэй переживает из-за случившегося с Джастином, считая даже помощь психолога бессмысленной. Выпускники вынуждены попрощаться со школой. Закаленные внутренней борьбой со своими страхами и противостоянием внешним угрозой, они без страха смотрят во взрослое будущее. |            |                                                  |                |                                                    |               |